# Cottus ricei
Cottus ricei är en fiskart som först beskrevs av Nelson, 1876.  Cottus ricei ingår i släktet Cottus och familjen simpor. Inga underarter finns listade i Catalogue of Life.